# К чему помыслы о любви?
«К чему помыслы о любви?» (нем. Was nützt die Liebe in Gedanken; также встречается название «Любовь в мыслях») — немецкий фильм 2004 года, снятый по невыдуманной истории.
В основу фильма легла так называемая «Школьная трагедия в Штеглице», реальное событие, произошедшее в 1927 году. Гюнтер Шеллер и Пауль Кранц основали клуб самоубийц, пообещав уйти из жизни в тот момент, когда они перестанут чувствовать любовь. 28 июня 1927 года Гюнтер убил своего возлюбленного Ганса Штефана и вслед за этим покончил жизнь самоубийством. Судебный процесс заинтересовал не только страны Европы, но также и Америку и Японию. Во время процесса сестра Гюнтера Хильде и Пауль Кранц были представлены как образец морально разложившегося общества. Много говорилось о распутстве молодёжи, которая чересчур рано начинала жить половой жизнью. Пауль Кранц был обвинён в убийстве и подстрекательстве к совершению самоубийства, но был признан невиновным по всем пунктам.
Фильм получил 6 наград на международных кинофестивалях, в том числе премию Европейской киноакадемии (Даниэль Брюль получил приз зрительских симпатий за лучшую мужскую роль).

## Сюжет

Хильде, Ганс и Гюнтер

Берлин, 1927 год. Гимназисты Пауль Кранц, молодой поэт из бедной семьи, и Гюнтер Шеллер, скучающий искатель приключений из довольно обеспеченной семьи, проводят выходные в загородном доме семьи Шеллер. Здесь Пауль влюбляется в 16-летнюю сестру Гюнтера Хильде, однако она отдаёт предпочтение Гансу, в которого также влюблён её брат. Тихая скромная подруга Хильды Элли в свою очередь влюблена в Пауля.
Молодые люди устраивают вечеринку, где под влиянием запрещённого абсента и разговоров о поэзии пробуждаются чувства главных героев. На следующий день четверо (Пауль, Гюнтер, Хильде и Ганс; Элли после проведённой с Паулем ночи ушла чуть ранее) возвращаются в Берлин, где и происходит развязка: поняв, что Ганс более заинтересован в Хильде (а Хильде, соответственно, в Гансе), Гюнтер и Пауль пишут прощальную записку. После этого Пауль передумывает и выходит из игры. Гюнтер же убивает Ганса и вслед за ним стреляет себе в висок. Пауля арестовывают и предъявляют обвинение в убийстве на основе написанного в его записке «В этот момент Ганс и Хильде умирают. Вскоре и мы с Гюнтером, смеясь, покинем этот мир!»

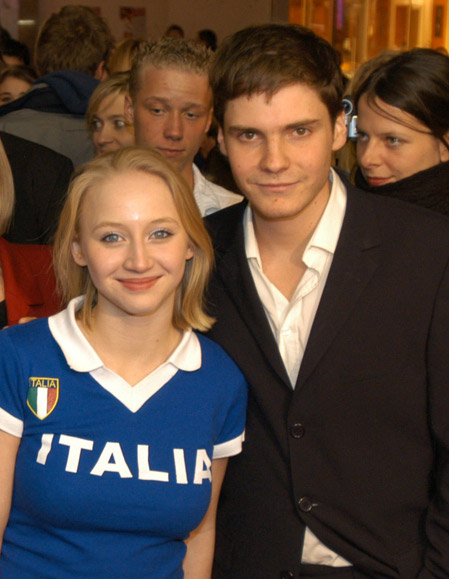
Анна-Мария Мюэ и Даниэль Брюль на премьере фильма

## В ролях
| Актёр          | Роль          |
| -------------- | ------------- |
| Даниэль Брюль  | Пауль Кранц   |
| Аугуст Диль    | Гюнтер Шеллер |
| Анна-Мария Мюэ | Хильде Шеллер |
| Яна Палласке   | Элли          |
| Туре Линдхардт | Ганс Штефан   |
| Юлия Дитце     | Лотте         |

## Саундтрек
1. Die Liebe in Gedanken, прочитано Даниелем Брюлем и Анной Марией Мюэ
2. Was nützt die Liebe in Gedanken, Mardi Gras bb. feat. Daniel Bruehl & August Diehl
3. BBQ Stomp, Till Broenner
4. Im Feld
5. Mir ist so nach dir, M. Spoliansky
6. Lady Lei, Thomas Feiner
7. Moka Efti Tango
8. Free and easy (the railroad rag), Mardi Gras.bb
9. Princess Crocodile, FM Einheit feat. Gry
10. Das Manifest
11. Feuertanz
12. You’re in my heart (the gramophone song), Mardi Gras bb.
13. Billy’s Trip (Cinemix), Till Broenner
14. Nacht im Garten
15. An die Liebe, прочитано Анной Марией Мюэ
16. For Now, Thomas Feiner & Anywhen